# オリビエ・ルバスール

ルバスールのジョリー・ロジャー(海賊旗)。数少ない白地の海賊旗。

オリビエ・ルバスール (Olivier Levasseur、1688年から1690年の間 - 1730年) は、カリブ海やインド洋で活躍したフランスの海賊。海賊周航の時代にインド洋のポルトガル船から莫大な財宝を掠奪することに成功した。ナッソーの海賊共和国の一員でもあった。戦闘のさいに片目を負傷し眼帯を付けていたとされる。
ノスリを意味するラ・ブーシュ (La Buse）や、口を意味するLa Boucheとして知られる。

## 略歴

### フライング・ギャング
大同盟戦争の間にカレーの裕福な家で生まれたルバスールは優れた教育を受け、海軍士官となった。スペイン継承戦争ではルイ14世より私掠免許を与えられ、フランスの私掠船長として活動した。彼は戦争が終わっても祖国には帰らず、海賊船ポスティリオン号の船長として海賊行為を行い、1716年にはベンジャミン・ホーニゴールドの海賊団に加わった。フライング・ギャングの一員としてニュープロビデンス島で活動し、黒髭やチャールズ・ヴェイン、ヘンリー・ジェニングスなど同時期の有名な海賊たちと行動を共にした。ジェニングスが率いる沈没したスペインの財宝船からピース・オブ・エイト銀貨を略奪する攻撃にも参加したとされる。
キューバ周辺での海賊行為の後、ホーニゴールドのイギリス籍の船は襲撃しないという信条によって一味は分裂し、ルバスールはサミュエル・ベラミーやポールスグレイブ・ウィリアムズの一派と共に一味から離脱することになった。1717年、ルバスールたちは少しの間行動を共にしていたが、アメリカ海岸を襲撃するためにこれもまた分裂してしまう。ルバスールは200人の乗組員を率いてニューイングランドやメキシコ湾で海賊行為を行った。

### ハウエル・デイヴィスとの航海
ブランキラ島でイギリス軍艦HMSスカーボロ号から逃走したルバスールは西アフリカへ向かい、1719年から1720年にかけてハウエル・デイヴィスおよびトマス・コクリンと行動を共にした。当初ルバスールは備砲14門の船でデイヴィスの船を攻撃しようとしたが、相手が同業者であることを知るとよりよい船を手に入れるまで一緒に航海してほしいと頼み、デイヴィスもこれも快諾した。シエラレオネではコクリンが仲間に加わり、一行はルバスールのブリガンティン船でウィダーの砦を攻撃して占拠した。港に船が入港した時、一行はそれを拿捕し、デイヴィスは当初の約束通りルバスールに船を与えた。
作戦会議の結果一行は沿岸を下っていくことになったが、親密な関係はいつまでも続かず、ついには口論に発展してしまった。デイヴィスは一行を解散することに決め、それぞれ別の針路を取ることにした。

### 海賊周航
1721年4月、船の指揮権をエドワード・イングランドから奪ったジョン・テイラーと合流したルバスールはレユニオン島のサン・ドニにて、インド南西沿岸のゴアを出航後、嵐でマストが折れて港に避難していたポルトガル船ノッサ・セニョラ・ド・カボ号を発見した。カボ号には東洋の財宝のほか、ゴア副王のエリセイラ伯兼ロウリサル侯ルイス・デ・メネゼス、そしてポルトガル王に届くはずのダイヤモンドを満載していた。
一味はカボ号を攻撃し、乗船していたエリセイラ伯爵も勇敢に応戦したが、白兵戦で剣を折られてようやく降伏した。伯爵はこれにより大きな損失を被ったほかに貴重なオリエントの文書類を銃の詰め物にするために奪われ、さらにダイヤモンドが失われたことに腹を立てたポルトガル王により宮廷を追放されてしまった。
カボ号を奪った一味はサント・マリー島に向かい、当地で略奪品の分配を行った。ダイヤモンドだけで50万ポンドもの値打ちがあり、それ以外の積み荷の価値も37万5千ポンドにのぼった。乗組員はそれぞれ4,000ポンド以上と一握りの宝石を受け取ったという。
ルバスールは分け前としてゴア総督が持っていた「炎のような十字架」を受け取った。これは、ルビーが散りばめられた黄金の十字架で3人がかりでないと持ち運べないほどの大物だったという。しかし、当時の記録には、このような財宝がカボ号に積まれていたという記述はない。現代の研究者によると、この十字架の話は1940年以降に創作されたものだという。
なお、カボ号襲撃で一味が略奪した財宝は現代の価値で4億ドル超ともいわれ、これは海賊の歴史上で最大の掠奪にあたる。

### 最期

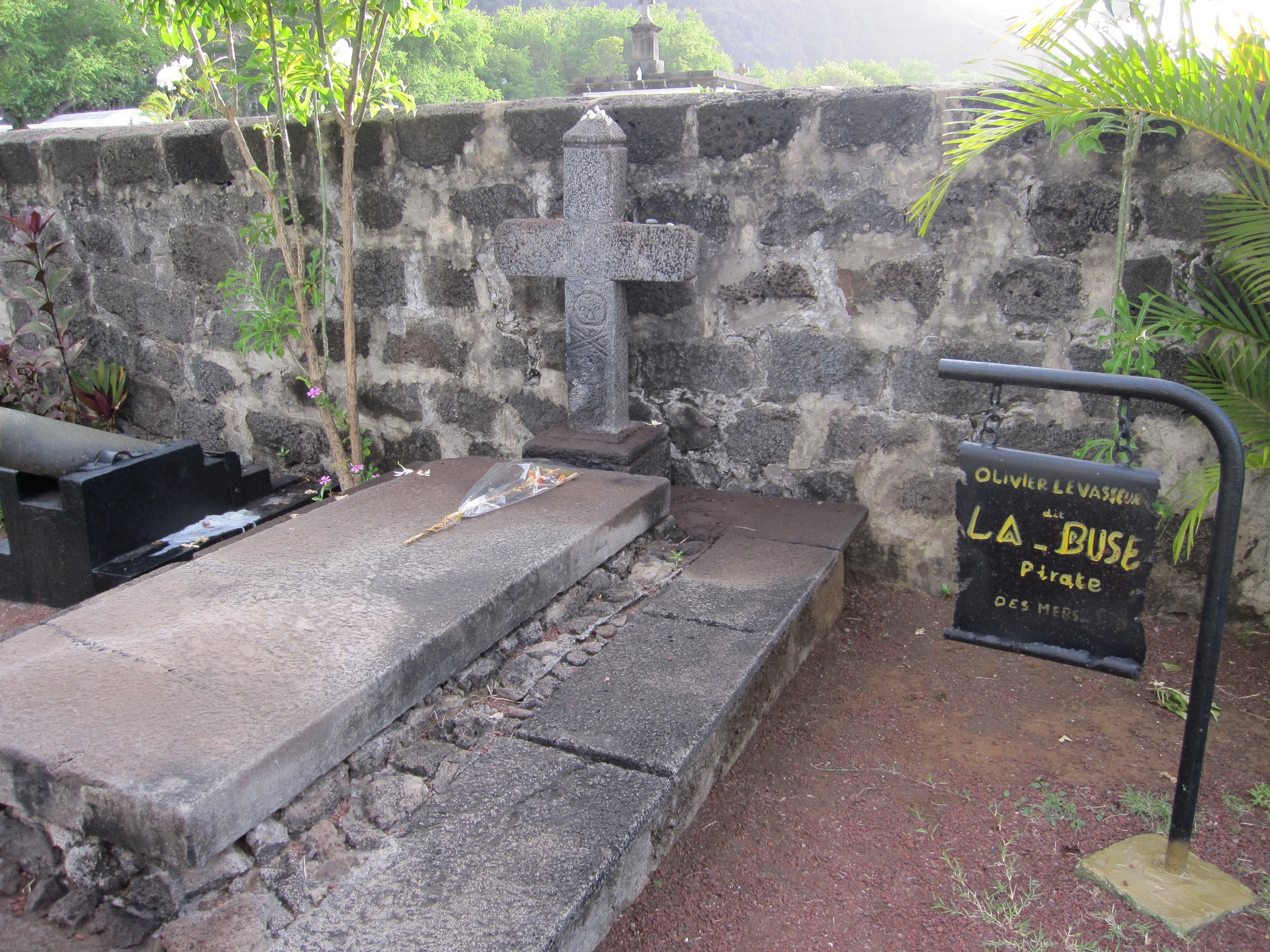
レユニオン島サン＝ポールにあるルバスールの墓

当時、海賊に対する恩赦権限を持っていたレユニオン島の議会や知事は一味に対する恩赦を発表したが、ルバスールは以前、島に物資を送っていたフランスの奴隷船La Duchesse de Noailles号を燃やしてしまったことがあり、それはさすがに許されないだろうということで、出頭はせず、逃亡生活を送ることにした。
ルバスールは当時は無人島だったセーシェル諸島、もしくは、マダガスカルのアントンギル湾（ランター湾）に浮かぶマロシ島（Marosy island）に隠れ住み、ヨーロッパの奴隷商人と現地の首長の間を取り持つ生活を送っていた。
ルバスールは1730年に、かつてマダガスカルの海賊の基地であったフォール・ドーファン（トラニャロ）で東インド会社のデルミット船長によって逮捕された（マロシ島で逮捕されたという記録もある）。彼は数年前にポルトガルの財宝船を掠奪したサン・ドニに連行され、7月7日、海賊行為のために絞首刑に処された。
彼の墓は後年に観光スポットとなったが、ルバスールの遺体が本当に安置されていると確かめられたことはない。当時の史料によれば、ルバスールの遺体は埋葬されることなく、海に流されたという。

## 財宝伝説

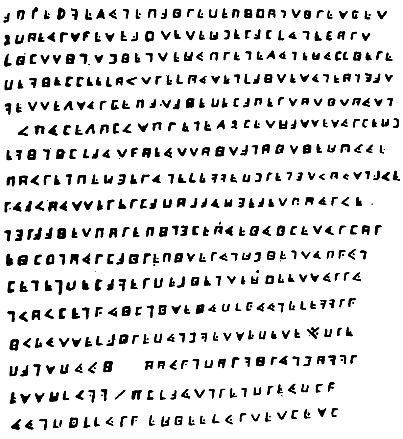
ロンシエールの著書に掲載されたルバスールの17行の暗号文

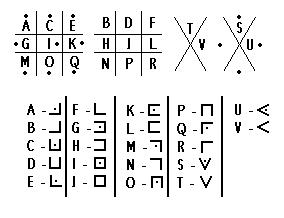
暗号の解読方法

伝説によれば、絞首台に立ったルバスールは隠し財宝の在りかが記されている17行の暗号文を群衆に向かって放り投げた。そして「解読できる者は、私の宝を探せ」と叫んだ。現代、ルバスールの財宝を追い求めるトレジャーハンターがインド洋の島々で財宝探しを続けている。
トレシャーハンターのロベール・シャルーは、ルバスールの財宝伝説を「最も異常で難解な財宝物語」だと評している。
この財宝伝説と暗号文の初出は、フランスの歴史家、シャルル・ド・ラ・ロンシエールが1934年に出版した『Le Flibustier mysterieux: Histoire d’un trésor caché』という書籍である。
暗号文がフリーメイソンやテンプル騎士団などが使用していたピッグペン暗号と呼ばれる方式で記述されていることは『Le Flibustier mysterieux』の中で明らかになっていた。そして、暗号文自体の解読も同著作の中ですでに行われていたが、解読された文章は財宝とは何の関係もないものだった。
このことから、暗号文自体は本物でもルバスールや財宝との繋がりは何もないと考えられている。なお、ロンシエールがルバスールと無関係だと思われる暗号文を「財宝の在りかが記された暗号文」として著書に掲載した理由は不明である。
そもそも、ルバスールと同時代の資料には、彼の暗号とされるもの、ネックレス、絞首台での演説などについての言及はない。また、処刑当時の史料にはルバスールはナイトシャツを着用していたと書かれており、暗号文を隠しておくことは不可能だったと考えられている。
ルバスールが処刑台で財宝の探索を呼び掛けたという伝説はロンシエールが創作したものであると考えられている。
ルバスールの財宝伝説は同じくインド洋の海賊でモーリシャス島に財宝を隠したとされるベルナルダン・ナジョン・ド・レスタン（Bernardin Nageon de l'Estang）の財宝伝説と関連があるともいわれる。しかし、暗号解読家のニック・ぺリングは、ルバスールとレスタンの間には何の繋がりもないだろうと指摘している。

### サヴィ夫人の話
セーシェル諸島のマヘ島に住むローズ・サヴィ（Rose Savy）は、ある日、露出した岩に謎の文字や符号や模様が描かれていること気づいた。ある物は、インドネシアの表意文字だと判明したが、他は謎だった。そこから更なる探索を進めたところ、目の図像の近くの地中から3人の遺体が発見された。彼らは耳に金のイヤリングをつけており、海賊だったと思われた。
これらの発見を元に調査を進めたサヴィは何らかの経緯でフランス語で書かれた著者不明の暗号文を手に入れたという。そして、この暗号文を解き明かすためには、グリモワールの『ソロモン王の鎖骨』が必要だということが分かった。そこでサヴィはフランス国立図書館に勤めていたロンシエールの元に手紙を送って『ソロモン王の鎖骨』のコピーが見れないかと打診した。
この手紙がきっかけとなり前述の『Le Flibustier mysterieux』が執筆されたという。
しかし、サヴィがマヘ島で模様が描かれている岩を発見してから、ロンシエールと出会うまでに起きた様々な出来事については複数の話が伝わっている。
一説によると、サヴィはレユニオン島の国立公文書館に勤めていた甥にマヘ島での発見を報告したという。その話を聞いた甥は岩に描かれている模様は文書館に保管されている古文書と関係があるかもしれないと考えてサヴィにその古文書を送付した。この際に手渡された古文書というのがロンシエールが著書に掲載したルバスールの17行の暗号文であったとされる。
また、別の説では、模様などの発見を聞き付けたマヘ島の公証人がサヴィのもとにやって来て、「私はインド洋に隠された財宝に関するいくつかの古文書を持っている。しかし、古文書だけでは財宝にはたどり着けない。おそらく、発見された図像などと古文書を組み合わせることで隠し財宝の謎が解けるハズだ」と話した。
公証人が持っていた古文書の具体的な内訳は、解読に『ソロモン王の鎖骨』が必要な暗号文、署名入りの手紙2通、遺言書、判じ絵である。ロンシエールの『Le Flibustier mysterieux』いわく、ルバスールの17行の暗号文は公証人が持っていたものだという。

### 財宝探し
ルバスールの隠し財宝の候補地としては、モーリシャス島、レユニオン島、フリゲート島、ロドリゲス島、マヘ島、サント・マリー島などが挙げられている。
1947年、トレジャーハンターのレジナルド・クルーズウィルキンスはルバスールの謎に挑戦し始めた。調査を続けた末、セーシェル諸島のマヘ島にあるベル・オンブレ湾に財宝が隠されていると結論付けた。クルーズウィルキンスは財宝に6ヤードのところまで迫っていたと考えていた。
レジナルドの死後、息子で歴史教師のジョン・クルーズウィルキンスがルバスールの財宝探しを引き継いでいる。彼は、ある洞窟内（大きな岩で入り口が塞がれているため、水中のトンネルを通って行くしか到達方法がない）に財宝が隠されていると考えている。2021年には、マヘ島の北部を探索した。
元アメリカ軍でトレジャーハンターのロバート・グラフ（Robert Graf）はマヘ島にてジョンの協力者という立場で財宝探しに参加した。しかし、4年間の協力の末、2人は探索場所をめぐって関係が決裂した。グラフは財宝が納められている石造りの宝物庫が島にあると考えていて、そこに繋がる入り口を探していた。
1973年にセーシェル諸島のモイエンヌ島を買い取ったブレンダン・グリムショウは島でルバスールの財宝を探した。グリムショウは調査の末に隠れ家の跡や奇妙な印がつけられた墓などを発見したが、肝心の財宝は見つからなかった。
また、レユニオン島でもトレジャーハンターによって探索が続けられている。

## カルチャーにおけるルバスール
- 1935年の映画「海賊ブラッド」ではベイジル・ラスボーンがルバスールを演じる。
- ユービーアイソフトが配信していたスマートフォン向けゲーム「アサシンクリード パイレーツ」では、テンプル騎士団率いるアブスターゴ社がルバスールの財宝を捜索しているというストーリーが展開される。

## 関連する文献
- Neil Rennie (2013) (英語). Treasure Neverland: Real and Imaginary Pirates. Oxford: OUP Oxford. ISBN 9780191668654